# Заріччя (Новоукраїнський район)
Заріччя — село в Україні, у Мар'янівській сільській громаді Новоукраїнського району районі Кіровоградської області. Населення становить 236 осіб. Орган місцевого самоврядування — Мар'янівська сільська рада.

## Населення
Згідно з переписом УРСР 1989 року чисельність наявного населення села становила 136 осіб, з яких 62 чоловіки та 74 жінки.
За переписом населення України 2001 року в селі мешкало 236 осіб.

### Мова
Розподіл населення за рідною мовою за даними перепису 2001 року:
| Мова       | Відсоток |
| ---------- | -------- |
| українська | 88,98 %  |
| російська  | 6,78 %   |
| молдовська | 1,69 %   |
| білоруська | 1,27 %   |
| вірменська | 1,27 %   |